# Ahmed Aziz Besbes
 (février 2022).
Si vous disposez d'ouvrages ou d'articles de référence ou si vous connaissez des sites web de qualité traitant du thème abordé ici, merci de compléter l'article en donnant les références utiles à sa vérifiabilité et en les liant à la section « Notes et références ».
Pour les articles homonymes, voir Besbes.
Ahmed Aziz Besbes, né le 25 octobre 1994 à Abou Dabi, est un maître d'armes d'escrime, spécialisé dans l'enseignement de l'épée. Il est aussi un escrimeur international tunisien pratiquant l'épée et le fleuret.
Aziz Besbes commence l'escrime en 2005 au Tunis Air Club (TAC). Il intègre en 2007 le club de l'Association sportive féminine de Tunis puis, en 2014, le club de sa région d'origine, le Club d'escrime de Monastir.
Il arrive en France en septembre 2015 et intègre le club d'escrime de Vernon. Il passe la saison suivante au club d'escrime d'Évry, en tant que tireur et élève-maître d'armes, et passe au même temps sa maîtrise d'armes au CREPS de Reims. Il prend en septembre 2017 les clubs de Wissous, Ris-Orangis, Antony, Bures-sur-Yvette et Villemomble. En 2023, il est maître d'armes au club de l'USI Escrime (Ivry-sur-Seine). 
Il est le frère des escrimeuses Sarra, Azza, Hela et Rim Besbes.

## Biographie

### Histoire de famille
L'escrime est une histoire de famille pour Ahmed Aziz Besbes. En effet, sa mère Hayet Besbes a été la figure de proue de l'escrime féminin en Tunisie alors que son père Ali Besbes a été un ancien basketteur, membre du bureau directeur de la Fédération tunisienne d'escrime et professeur à l'Institut supérieur d'éducation physique de Tunis. Ses quatre sœurs, Azza, Sarra, Hela et Rim, font partie de l'équipe de Tunisie d'escrime.
Né et élevé dans un milieu d'éducateurs rigoureux et de sportifs de haut niveau, il intègre en 2007 le club de l'Association sportive féminine de Tunis puis, en 2014, le club de sa région d'origine, le Club d'escrime de Monastir.

### Performances

#### Tunisie
Ahmed Aziz Besbes remporte neuf médailles en individuel, de la catégorie minime à la catégorie senior, dont trois en or, soit deux championnats de Tunisie cadets, en 2009 et 2011, et le championnat de Tunisie juniors, en 2013. Il y perd deux fois en finale, en 2009 à l'épée minimes et en 2014 à l'épée juniors. Il décroche la médaille de bronze à l'épée minime en 2008, au fleuret cadet en 2011 et à l'épée junior en 2012.
Avec les seniors, il remporte deux médailles de bronze : une au fleuret en 2011 et une à l'épée en 2014. En équipe, il compte 22 médailles dont seize en or, quatre en argent et deux en bronze.

#### France
Il arrive en France en septembre 2015 et intègre le club d'escrime de Vernon. Il passe la saison suivante au club d'escrime d'Évry et remporte la médaille de bronze à l'épée senior au challenge d'Étampes. En 2019, il gagne le challenge de Breuillet avec le club d'escrime de Wissous.

#### International
Besbes participe aux championnats du monde cadets et juniors 2011 en Jordanie, et par deux fois à la coupe du monde seniors à Paris, où il se fait éliminer quatre fois au tour de poule.
Il remporte par ailleurs deux fois une médaille de bronze au championnat de la Méditerranée juniors avec l'équipe de Tunisie en 2013 et 2014, et une médaille d'argent au tournoi international d'Alger en 2014.

### Clubs
- 2005-2007 :  Tunis Air Club
- 2007-2014 :  Association sportive féminine de Tunis
- 2014-2017 :  Club d'escrime de Monastir
- 2015-2016 :  Club d'escrime de Vernon
- 2016-2017 :  Amicale sportive d'Évry
- 2017-2019 :  Cercle d'escrime de Wissous
- 2019-2020 :  Union sportive de Ris-Orangis
- depuis 2021 :  Union sportive d'Ivry-sur-Seine

## Palmarès

### Épée

#### Junior
- Championnats de la Méditerranée
  -  Médaille de bronze au relais par équipes au championnat de la Méditerranée 2014 à Chiavari
  -  Médaille de bronze au relais par équipes au championnat de la Méditerranée 2013 à Alger
- Tournois internationaux
  -  Médaille d'argent en individuel au tournoi du 1er-Novembre à Alger[2]

#### Sénior
- Championnats de Tunisie
  -  Médaille d'or en individuel aux championnats de Tunisie 2013 à Nabeul
  -  Médaille d'or par équipes aux championnats de Tunisie 2014 à Tunis
  -  Médaille d'argent par équipes aux championnats de Tunisie 2015 à Tunis
  -  Médaille de bronze par équipes aux championnats de Tunisie 2010 à Tunis
  -  Médaille de bronze par équipes aux championnats de Tunisie 2013 à Tunis
  -  Médaille de bronze en individuel aux championnats de Tunisie 2014 à Tunis

### Fleuret
- Championnats de Tunisie
  -  Médaille de bronze en individuel aux championnats de Tunisie 2011 à Tunis